# Ichnologi
Ichnologi är den vetenskap som berör spårfossil. Ett spår (även av sentida form) är enligt definitionen av Bertling m. fl. (2006), ”En upprepad morfologisk struktur vilken är resultatet från en levande organisms rörelser som har modifierat substratet.” Substratet kan vara sten, mjuka till fasta sediment, dött organiskt material (så som torv, ved, snäckskal etc) eller levande vävnader. Typiska och välkända exempel på spår är hål i hårda substrat efter borrande och grävande eller fot- och krypspår och i mjuka substrat. Borr- och grävhål i växter räknas också till spår.
| Spår - Koproliter - Gastroliter - Bon - Spindelnät - Vävda kokonger - ”Sandrev” - Spår efter bett och gnagande - Spår av mänsklig biologisk aktivitet | Icke spår - Ägg - Pärlor - Sekrerade kokonger - Jord - Stromatoliter - Patologiska strukturer - Spår av mänsklig teknologi |

Spårfossil klassificeras på ett liknande sätt som organismer, där spår som liknar varandra tillhör samma ichnosläkte, eller spårfossilsläkte, och varje enskilt typ av spår är en spårfossilart. Denna klassificering hänger inte ihop med den systematiska klassificeringen av den organism som gjorde spåret. Klassificeringen av alla sorters spår regleras sedan 1999 av ICZN.